# Komeet Hyakutake
De komeet Hyakutake (officieel C/1996 B2) is een zeer heldere langperiodieke komeet die werd ontdekt op 31 januari 1996 en daarna maandenlang met het blote oog zichtbaar bleef. Hij werd ontdekt door de Japanse amateursterrenkundige Yuri Hyakutake (1950 – 2002). Hyakutake had zich pas op de zoektocht naar kometen toegelegd en dit was zijn tweede ontdekking in zes weken tijd. De komeet passeerde de aarde op 25 maart 1996 op een afstand van slechts 15 miljoen km en kruiste haar baan op 28 maart 1996. Ze passeerde op enkele graden van Polaris (de poolster) op 27 maart 1996. Na de periheliumpassage op 1 mei 1996, op een afstand van 0,230 AE, kon ze vanaf 10 mei 1996 weer worden waargenomen op het zuidelijk halfrond. Komeet Hyakutake bleek toen echter zwakker dan verwacht.
Op komeet Hyakutake werden zowel ethaan als methaan gevonden wat voor het eerst op een komeet werd aangetoond. In eerste instantie werd de omloopbaan geschat op 10.000 jaren (NOS journaal). Nauwkeurigere berekeningen lieten zien dat de laatste omloopbaan 17.000 jaren had geduurd en dat door invloed van zwaartekracht van de grote planeten de volgende omloop zo'n 70.000 jaren zal duren.
Tijdens een ongeplande passage van de ruimtesonde Ulysses door de staart van de komeet op 1 mei 1996 besefte men dat komeetstaarten misschien veel langer zijn dan voorheen aangenomen. De staart was ongetwijfeld meer dan 570 miljoen km lang, veel langer dan de zichtbare lengte en ongetwijfeld de langste die tot dan werd waargenomen, sinds de grote komeet uit 1843.